# Pletni (przystanek kolejowy)
Pletni (ros. Плетни) – przystanek kolejowy w pobliżu miejscowości Pletni, w rejonie rosławskim, w obwodzie smoleńskim, w Rosji. Położony jest na linii Briańsk – Smoleńsk.